# صبير سالمي
صبير سالمي (الاسم العلمي:Opuntia salmiana) هو نوع من النباتات يتبع جنس الصبير من الفصيلة الصبارية.